# Channing Dungey
Pour les articles homonymes, voir Dungey.
Channing Dungey, née en 1969, est une dirigeante américaine  de télévision. C'est la première présidente afro-américaine de ABC Entertainment Group et de sa branche de production ABC Studios. Elle est également la première président noire d'un important réseau de diffusion de télévision.

## Éléments biographiques
Elle est née le 14 mars 1969 et a une sœur, l'actrice Merrin Dungey. En 1991, elle sort, diplômée, de l'UCLA School of Theater, Film and Television. Elle commence sa carrière dans le divertissement comme assistante de développement pour Davis Entertainment, à la 20th Century Fox. Elle rejoint ensuite Warner Bros. en tant que directeur de production, elle supervise la production et facilite la réalisation d'un certain nombre de films à succès, notamment  Heat, The Matrix, et Devil’s Advocate (Avocat du Diable). À l'été 2004, elle poursuit sa carrière chez ABC Studios. Elle y travaille en tant que responsable de la fiction  et supervise le développement de ABC Studios, avec notamment la production de séries telles que Scandal, Criminal Mind(Esprits criminels), Murder, Quantico, American Wives et Once Upon a Time.
Devenue vice-présidente de la section «drama» de la chaîne tout en restant enseignante à l'université de Californie à Los Angeles (UCLA), elle est nommée, le 17 février 2016, présidente de ABC Entertainment Group, en remplacement de Paul Lee,.